# Wenceslao Retana
Wenceslao Emilio Retana y Gamboa (Boadilla del Monte, 28 de septiembre de 1862-Madrid, 21 de enero de 1924) fue un periodista, historiador, bibliógrafo y político español. Es probablemente el más importante de los creadores del filipinismo moderno.

## Biografía

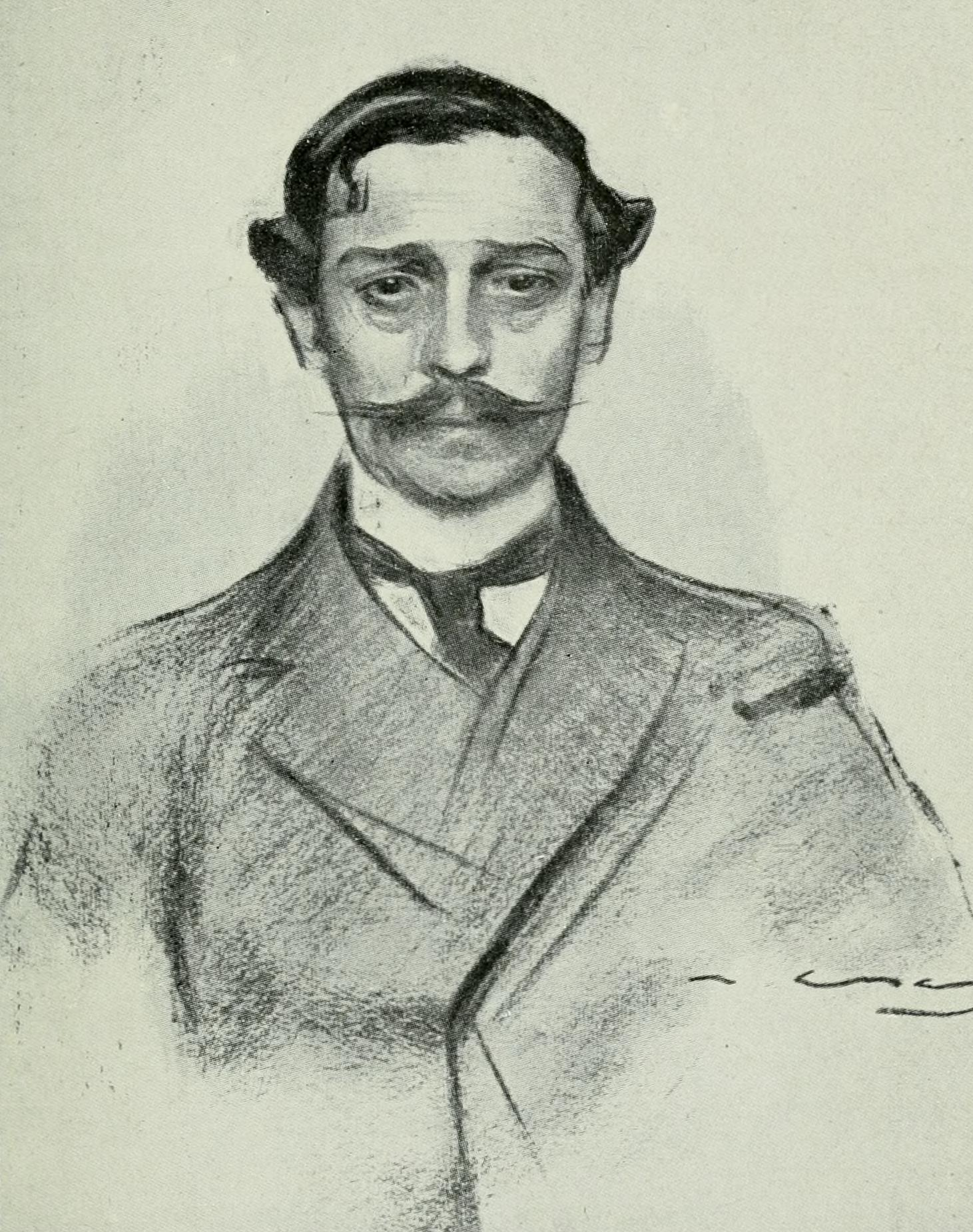
Retratado por Ramón Casas

Nació el 28 de septiembre de 1862 en Boadilla del Monte, localidad situada en la provincia de Madrid. Cursó estudios en la Academia de Ingenieros de Guadalajara, aunque solicitó la separación del servicio a los dos años, y sin haber concluido estos estudios marchó en 1884 con veintidós años a Filipinas como funcionario de Hacienda en la Administración colonial. Durante la travesía nació su hijo, el escritor Álvaro Retana. 
Durante los seis años que permaneció en el archipiélago desplegó una gran actividad como periodista. En Manila fue redactor de La Oceanía Española y subdirector de La Opinión. 
En 1890 regresó a España por razones de salud, y quedó adscrito al Ministerio de Ultramar. En Madrid fue colaborador de La España Oriental, El Porvenir de Bisayas, La Política de España en Filipinas, La Época, Heraldo de Madrid, El Nacional, La España Moderna, Nuestro Tiempo (1903), Raza Española, Boletín de la Academia de la Historia, La Política Moderna y Guttemberg (1904). 
Normalmente usaba el seudónimo "Desengaños" para escribir en diferentes publicaciones. Le fueron familiares todos los aspectos de los problemas filipinos, sobre los que escribió con seriedad y perspicacia, adquiriendo por ello renombre internacional. 
Fue diputado a Cortes por el distrito de Guanabacoa entre 1896 y 1898. Elegido en 1922 para la medalla número 31 de la Real Academia de la Historia, murió sin llegar a tomar posesión de esta. Llegó a ser también gobernador civil de varias provincias, entre ellas Huesca y Teruel.
Falleció el 22 de enero de 1924 en Madrid.

## Relación con Rizal
Durante su trayectoria literaria Retana fue cambiando sus actitudes y puntos de vista respecto a algunos de los temas más candentes de la actualidad filipina del siglo XIX, como las órdenes religiosas o la identidad y peculiaridad cultural propia del archipiélago como base para el desarrollo de su autonomía.
José Rizal figuraba como uno de los principales enemigos del Retana conservador. En agosto de 1890 publicó un artículo en La Época, ridiculizando la difícil situación que atravesaban los padres de Rizal, que habían sido expulsados de sus tierras. En menos de veinticuatro horas, Rizal envió a un representante para desafiarle a duelo. Retana rechazó batirse en duelo y pidió disculpas a Rizal.
Después de la pérdida de Filipinas y la ejecución de José Rizal, Retana cambió completamente de opinión. En un artículo publicado en 1904 en Alma Española titulado "España en Filipinas: La verdad PARA TODOS" afirmó que "Nosotros (los españoles) hemos contribuido a la pérdida de las Filipinas", reconociendo públicamente por primera vez que fue un grave error político de España haber ordenado la ejecución de Rizal. Su giro completo de opinión se pondría más tarde de manifiesto con su biografía magistral de José Rizal, publicada en 1907, en la que argumentó que España cometió un grave error al juzgar y ejecutar a Rizal.

## Obras
La colección de libros filipinos y sobre temas filipinos de Wenceslao Retana fue adquirida posteriormente por la Compañía de Tabacos de Barcelona; de su riqueza cabe juzgar por los catálogos de la misma que confeccionó e imprimió en 1893 y 1898.
- Archivo del bibliófilo filipino, 1895-1905, varios vols.
- Bibliografía de Mindanao, 1894.
- Breve diccionario bibliográfico de los ingenieros militares que han estado en las islas Filipinas desde 1565 hasta 1898, 1923.
- Brevísimo epítome de la imprenta en Manila (1593-1810), 1896.
- La imprenta en Filipinas (1593-1810), 1899.
- Tabla cronológica y alfabética de imprentas e impresores de Filipinas (1593-1898), 1908.
- Orígenes de la imprenta filipina, 1911.
- La tristeza errante, novela, 1903.
- Frailes y clérigos, 1890.
- Sinapismos, 1890.
- El periodismo filipino, 1895.
- Vidas y escritos del doctor Rizal, 1907.
- De la evolución de la literatura castellana en Filipinas, Madrid, 1909.
- Orígenes de la imprenta filipina, 1911.
- Avisos y profecías, 1892
- La Inquisición en Filipinas, 1910.
- Noticias histórico-bibliográficas del teatro en Filipinas desde su origen hasta 1898, 1910
- Fiestas de toros en Filipinas, 1896.
- Cosas de allá, 1893.